# Persiano Chinchillà
Il chinchillà è una pregiata varietà tipped di gatto persiano a pelo lungo.

## Storia

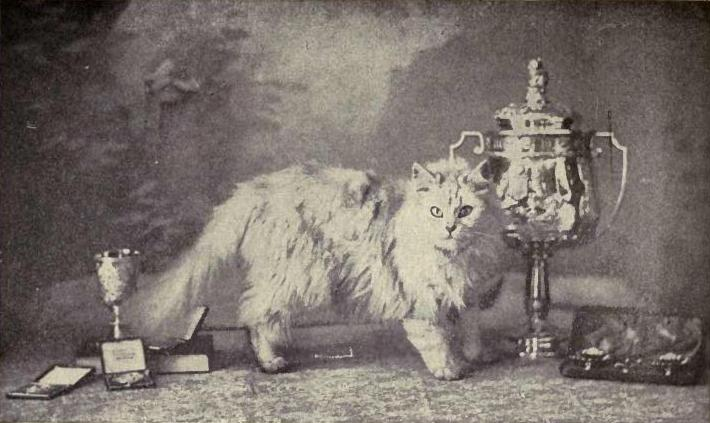
Fulmer Zaida, pluripremiata persiana color chinchillà nata nel 1895.

Il persiano chinchillà ha origini britanniche e il primo esemplare nasce intorno agli anni '80 del XIX secolo. Il nome è correlato al coniglio chinchillà per la somiglianza della colorazione del pelo (il roditore ha il mantello scuro con le punte chiare, il gatto ha il mantello chiaro con le punte più scure). La somiglianza venne notata inizialmente su una gatta persiano smoke. La padrona decise di farla accoppiare con un persiano tabby, da cui nacque una gattina che a sua volta fu accoppiata con un persiano smoke. Tra la cucciolata spiccò un gattino particolarmente bello e perfettamente proporzionato: Silver Lambkin fu ufficialmente riconosciuto primo esemplare di persiano chinchillà. Silver Lambkin può vantare la vittoria della maggior parte dei premi consegnati alla mostra del Crystal Palace nel 1888. Silver Lambkin si trova imbalsamato nel South Kensington Museum di Londra.
Inizialmente la razza era più scura della varietà attuale e i tentativi effettuati per ottenere una colorazione più chiara sono in qualche occasione andati a discapito dei gatti stessi. In Europa, a causa dell'eccessivo intervento umano, questa razza ha infatti subito, soprattutto intorno alla metà del novecento, un notevole indebolimento. Fortunatamente sono stati rapidamente importati esemplari dall'America, salvando la razza che oggi gode di buona salute. Con il passare del tempo la razza ha acquisito un prestigio sempre maggiore.

## Caratteristiche fisiche
Corpo
È un gatto di taglia medio-grande e di corporatura piuttosto robusta. Lo contraddistingue l'abbondante mantello bianco, caratterizzato da un tipping nero che ricopre 1/8 della lunghezza del pelo, donandogli riflessi argentei. Il tipping deve essere presente, secondo lo standard, sulla testa, sul dorso, sulle gambe e sulla coda, mentre mento, petto, ventre e i ciuffetti delle orecchie devono essere completamente bianchi. Il pelo è particolarmente fine e molto setoso al tatto. La coda è piuttosto corta, ma anch'essa riccamente ricoperta da un lungo e folto mantello. Le zampe sono corte ma muscolose con piedi rotondi che presentano ciuffetti di pelo più lunghi tra le dita.
Muso
Il muso è molto corto e rotondo, il cranio è ampio, le orecchie sono piccole, arrotondate e ben distanziate. Gli occhi sono verdi o blu-verdi, bordati di nero, grandi e rotondi. Sono inoltre molto aperti e conferiscono al gatto un'espressione quasi "impaurita", che suscita nei suoi confronti un'ulteriore tenerezza. Al 2011 esistono due varietà del muso. Una è la cosiddetta flat-face che è, per così dire, più schiacciata con occhi, naso e bocca molto ravvicinati tra loro. Queste, sono le caratteristiche standard del muso di un qualsiasi persiano. L'altra varietà viene chiamata doll-face e ha una forma leggermente più affusolata, con lineamenti più distesi e occhi, naso e bocca proporzionati. Queste caratteristiche le conferiscono un'aria un po' più dolce rispetto al classico aspetto imbronciato del persiano comune. In ogni caso per aderire allo standard la fronte, il naso e il mento devono essere perfettamente allineati verticalmente. Il naso, nonostante non sia rivolto verso l'alto come in quasi tutti gli altri Persiani, è molto corto. Questa brevità della canna nasale è causa di abbondante lacrimazione e a volte di difficoltà respiratorie, soprattutto nei cuccioli. Per questo motivo i persiani (in generale) sono molto più delicati delle altre razze. Il tartufo (la parte del naso umida e senza peli, non comprendente la canna nasale) è di color mattone e, come gli occhi e la bocca, è bordato di nero.

## Caratteristiche comportamentali
In linea di massima i Persiani sono più diffidenti dei gatti a pelo corto. Nonostante questo, il chinchillà è un gatto socievole e affettuoso, che ama la compagnia ed è felice di ricevere attenzioni. È il gatto domestico per eccellenza, poiché è molto tranquillo e sembra preferire passare la maggior parte del suo tempo in casa, piuttosto che in giardino. Permane però nel comportamento una componente di altezzosità e aristocrazia. Alle esposizioni feline è la razza che più rimane impassibile di fronte alla folla. Non è affatto aggressivo, né con l'uomo né con altri animali, a parte le piccole prede.

## Cuccioli
I cuccioli sono molto più scuri degli adulti ed iniziano a schiarire soltanto intorno ai due mesi di età. Per aderire allo standard e quindi poter partecipare a concorsi ed esposizioni, il mantello del gatto adulto non deve presentare alcuna striatura più scura. Gli occhi sono azzurri ed iniziano ad assumere la caratteristica colorazione verde verde-blu, soltanto intorno al quarto mese di vita. Il temperamento dei cuccioli è logicamente più vivace rispetto al gatto adulto.

## Cure
Il folto mantello deve essere spazzolato quotidianamente (nel periodo della muta anche più di una volta al giorno) per evitare sia la formazione di nodi, sia che il gatto ingerisca una quantità eccessiva di pelo durante la propria toelettatura. Questo può infatti accumularsi nello stomaco, andando a formare delle palle di pelo a discapito dell'appetito e spesso della salute del gatto. Per prevenire la formazione di questi grovigli di pelo, si può anche dare al gatto del malto tramite un prodotto specifico, che trova generalmente di suo gradimento.
Anche gli occhi, a causa della loro abbondante lacrimazione, devono essere puliti ogni giorno con un panno umido.

## Alimentazione
Il persiano chinchillà, soprattutto il maschio sterilizzato, è particolarmente predisposto alla formazione di calcoli renali o vescicali: utilizzare soltanto cibo confezionato secco significa non idratarlo sufficientemente ed esporlo maggiormente a questo rischio. Se si sceglie un cibo secco è bene quindi alternarlo in ogni caso a quello umido. Un gatto persiano chinchillà adulto, di circa 2,5 kg, ha bisogno all'incirca di 100 g di cibo umido al giorno o di 50 g di alimenti secchi. Il maschio che superi i 4 kg può salire a 150 g o 165 g di cibo umido od a 60 g di alimenti secchi (sono quantità indicative: tutto è relativo al peso e all'attività del gatto).
Si può saltuariamente dare al persiano carne di pollo, manzo o coniglio bolliti in acqua non salata e tagliati a piccoli pezzi. Importante è tener conto degli alimenti, che non vanno assolutamente concessi al gatto come qualsiasi cibo zuccherato e gli amidi (riso e pasta).
L'acqua deve essere cambiata una o due volte al giorno e, nel caso quella del rubinetto contenesse calcare o, ovviamente, non fosse potabile, è preferibile utilizzare quella in bottiglia.

## Varietà
La FIFé (Fédération internationale féline) ha riconosciuto altre varietà di persiano chinchillà, suddividendole in base al colore e al tipping del pelo:
- Silver Shaded: ha le punte del pelo più scure rispetto a quelle del persiano chinchillà classico e il tipping copre 1/3 della lunghezza del pelo (e non 1/8 come nel chinchillà). Questa colorazione gli conferisce ovviamente un aspetto più scuro e tendente al grigio, che si può notare in particolare intorno al naso, sui fianchi e sulla coda. Il tartufo è rosso mattone.
- Golden: in questi esemplari la colorazione del mantello cambia completamente. La base è infatti color arancio e il tipping (di 1/8) è nero. Gli occhi, le labbra e il naso non sono contornati di nero, ma di marrone. Il tartufo è un po' più chiaro rispetto a quello del persiano chinchillà e del silver shaded. I cuscinetti plantari sono marroni.
- Golden shaded: questa categoria ha la stessa colorazione del persiano golden, con l'unica differenza che il tipping nero ricopre non 1/8 della lunghezza del pelo, ma 1/3. Di conseguenza il colore del golden shaded è molto più scuro. Anche le altre caratteristiche fisiche sono identiche a quelle del golden.[2]